# Хоџи
Хоџи (宝治) је јапанска ера (ненко) која је настала после Канген и пре Кенчо ере. Временски је трајала од фебруара 1247. до марта 1249. године и припадала је Камакура периоду. Владајући монарх био је цар Го-Фукакуса.

## Важнији догађаји Хоџи ере
- 1247. (Хоџи 1): Настаје Хоџи конфликт у коме породица Хоџо уништава породицу Миура. Овим процесом клан осигурава своје место дворских намесника.